# Caprogammarus gurjanove
Caprogammarus gurjanove is een vlokreeftensoort uit de familie van de Caprogammaridae. De wetenschappelijke naam van de soort is voor het eerst geldig gepubliceerd in 1966 door Kudrjaschov & Vassilenko.